# Komin Będkowicki
Komin Będkowicki – jaskinia w Dolinie Będkowskiej na Wyżynie Krakowsko-Częstochowskiej. Znajduje się w Będkowicach w województwie małopolskim, w powiecie krakowskim, w gminie Wielka Wieś.

## Opis obiektu
Jaskinia znajduje się w górnej części jaru będącego orograficznie lewym odgałęzieniem Wąwozu Będkowickiego (ten z kolei jest lewym odgałęzieniem Doliny Będkowskiej). Dno górnej części tego jaru jest płaskie i trawiaste, a w jego lewym zboczu jest niewielka wapienna skała z głęboko wciętym kominem. U jego podstawy jest szczelinowaty otwór jaskini. W głębi znajduje się niewielka salka. Z jej prawej strony odgałęzia się ciasna szczelina, której dalsza część jest dla człowieka niedostępna. Na lewo odchodzi trzymetrowy korytarzyk, z którego szczeliną można dostać się do górnej, znajdującej się na poprzecznej szczelinie i nieco większej salki. Z jej lewej strony znajduje się wnęka, natomiast szczelina na wprost staje się niedostępna. Z prawej strony znajduje się jeszcze jeden, również niedrożny otwór.
Jaskinia powstała w późnojurajskich wapieniach skalistych na poprzecznych szczelinach, które uległy rozmyciu. Spąg skalisty z warstewką gruzu, gleby i liści. Nacieki w postaci mleka wapiennego, nacieków grzybkowych i polew. Jaskinia jest sucha i przewiewna. Rozproszone światło słoneczne dochodzi do końca. Przy otworach rozwijają się glony, mchy, porosty i paproć zanokcica skalna. Ze zwierząt obserwowano motyle szczerbówka ksieni (Scoliopteryx libatrix), paśnik jaskiniowiec (Triphosa dubitata), rusałka pawik (Inachis io), muchówki, kosarze i pająki (m.in. sieciarza jaskiniowego) i bezskorupowe ślimaki.
Jaskinia została odkryta przez M. Pawlikowskiego 11 listopada 2008 roku. Jej plan sporządził J. Nowak.

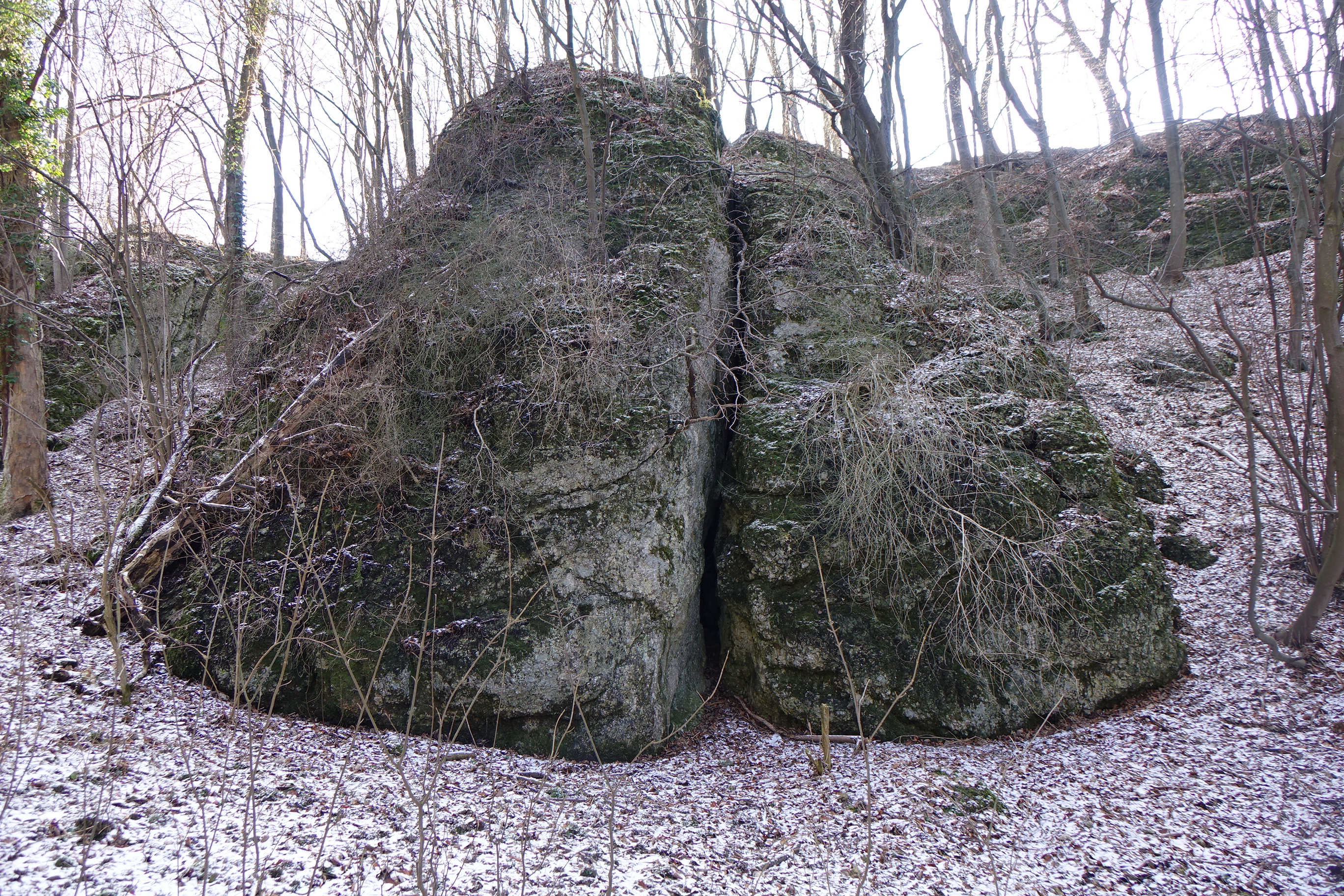
Skała z kominem
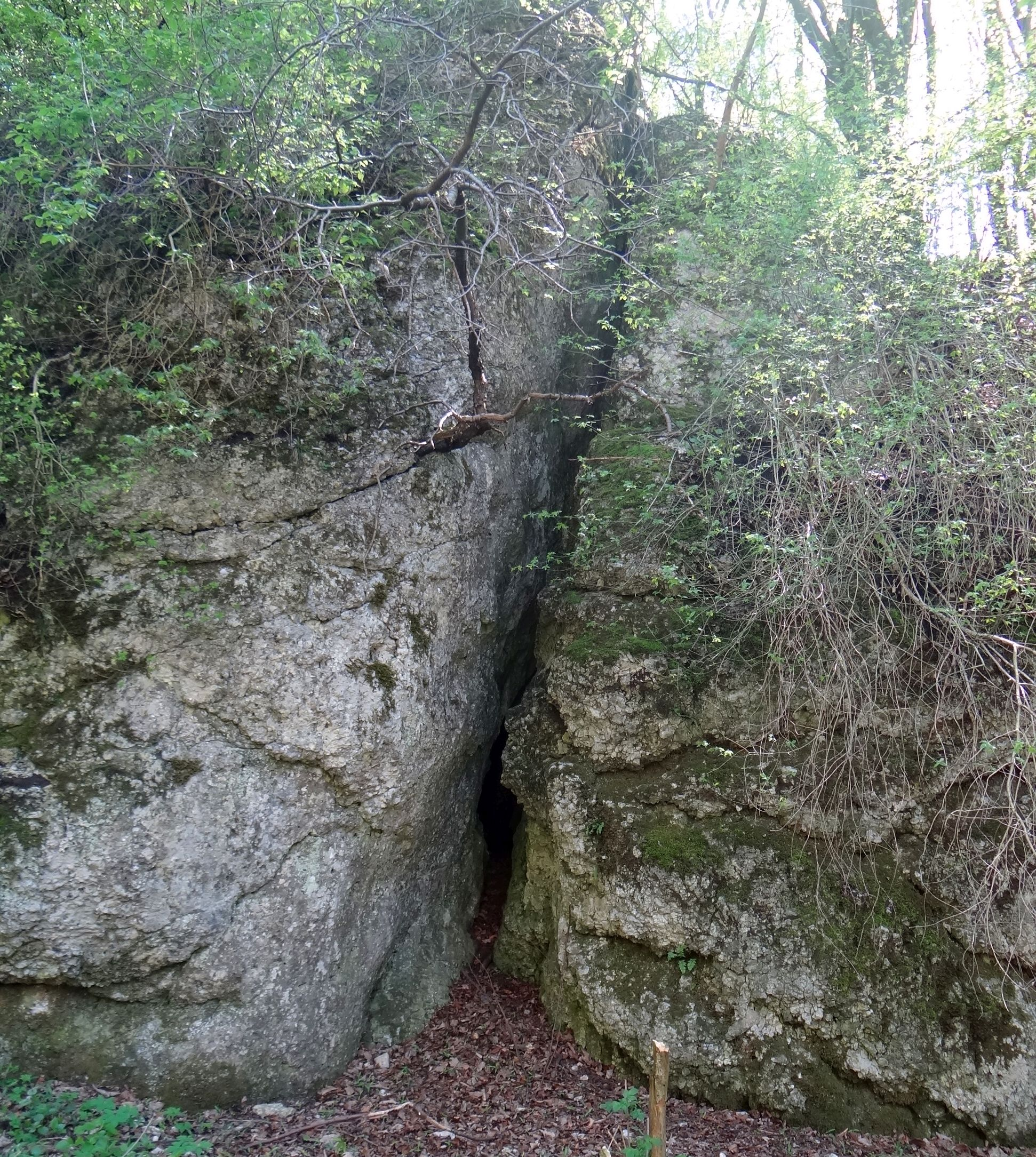
Skała z kominem
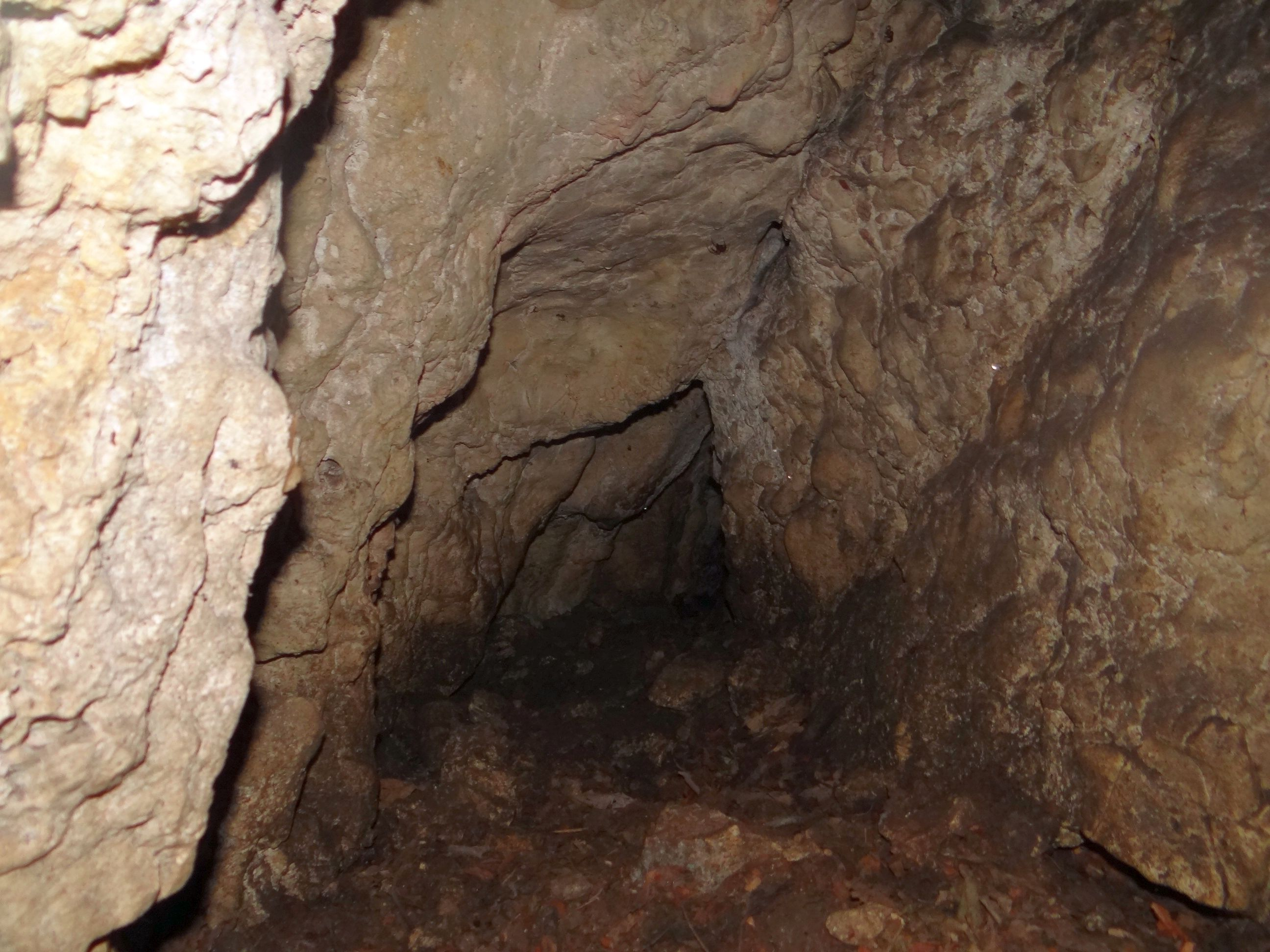
Korytarz
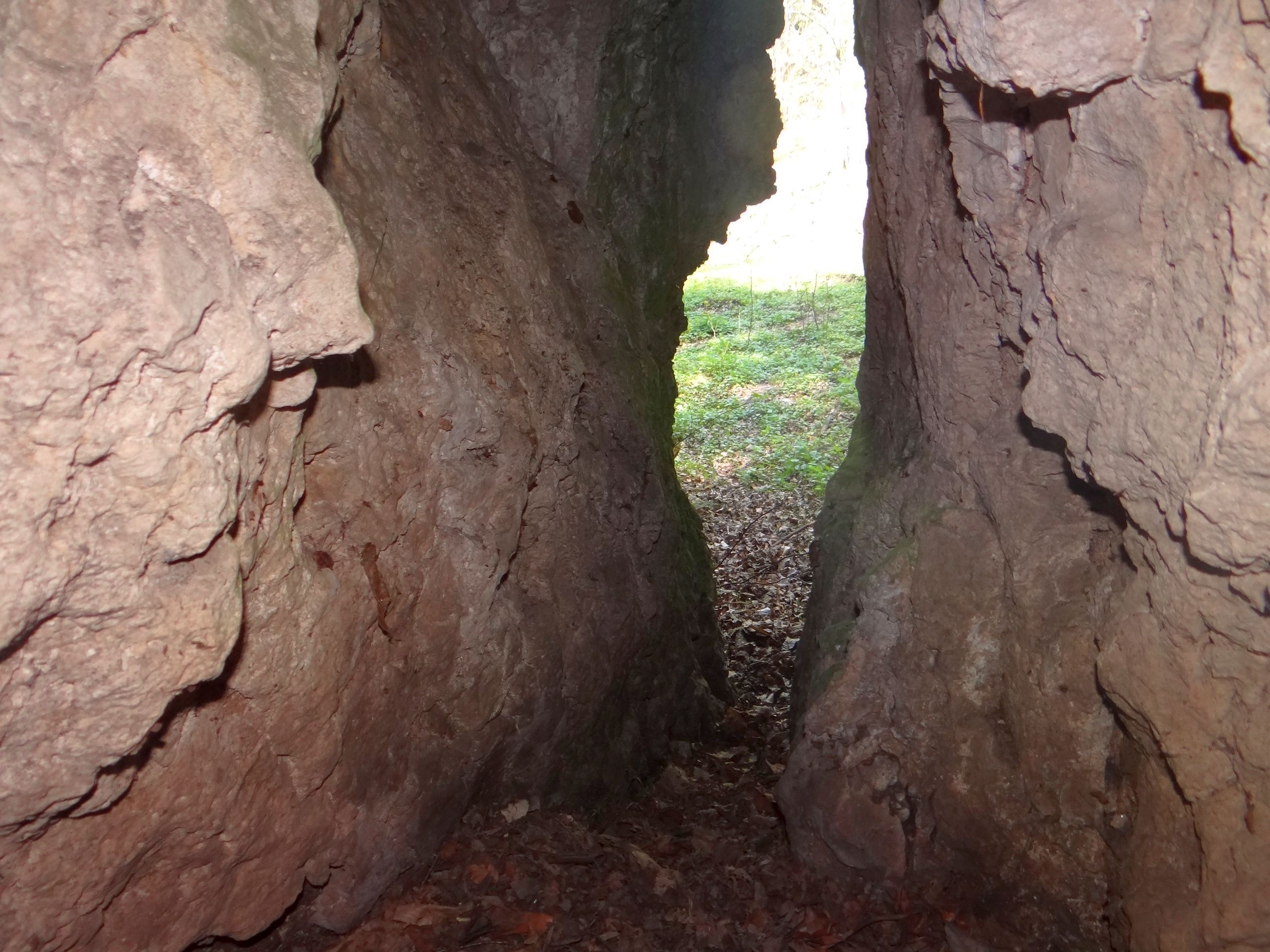
Widok z otworu
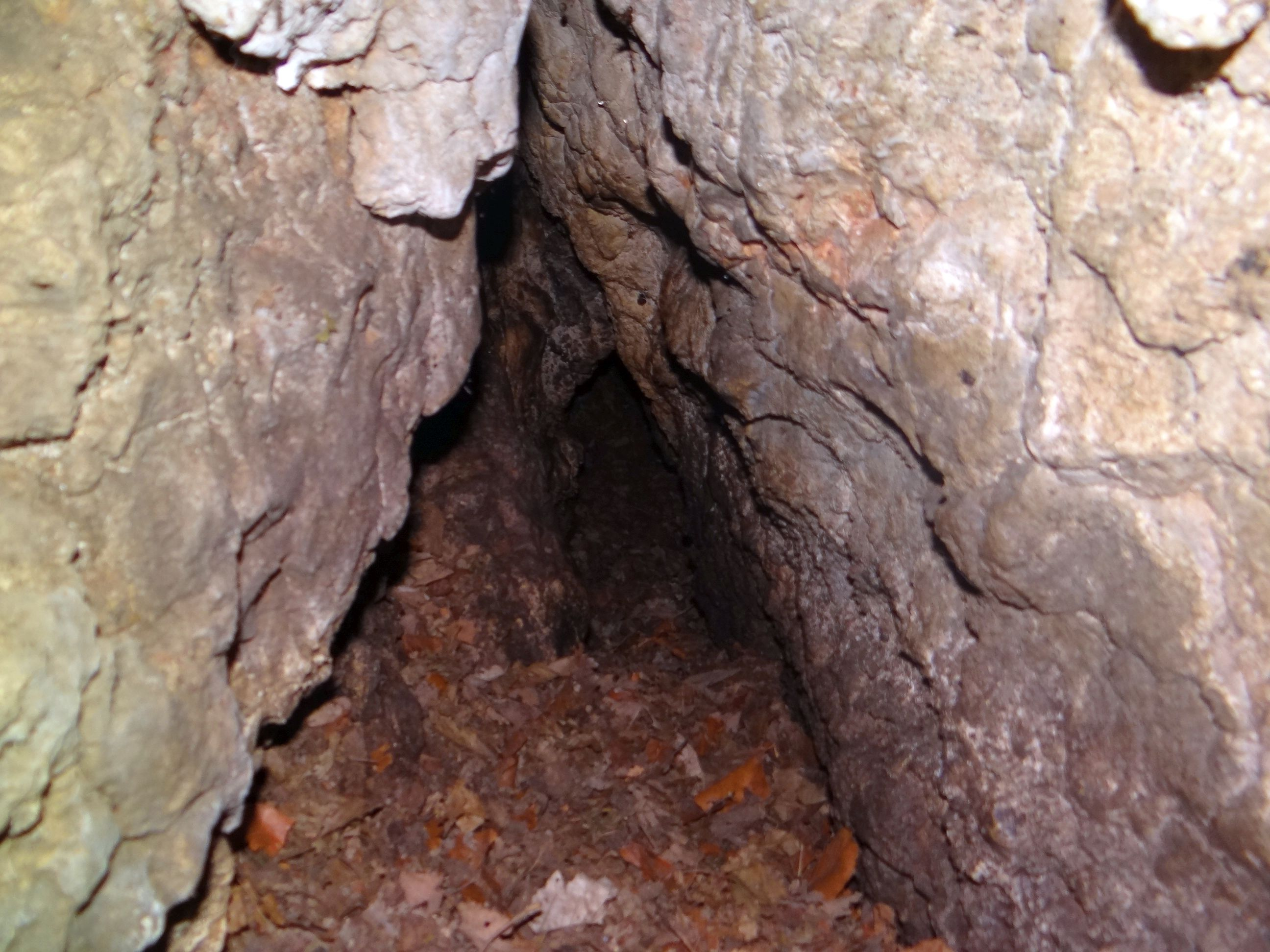
Korytarz

|}
W skałach Wąwozu Będkowickiego jest kilka jaskiń: Grota Będkowicka, Komin Będkowicki, Okap Będkowicki, Schronisko nad Bramą Będkowską, Schronisko w Bramie Będkowskiej, Tunel Będkowicki, Tunel nad Bramą Będkowską, Tunel za Iglicą w Wąwozie za Bramą Będkowską.